# Tammessaare
Koordinaten: 59° 0′ N, 27° 1′ O
Tammessaare ist ein Dorf (estnisch küla) in der Landgemeinde Avinurme (Avinurme vald). Es liegt im Kreis Ida-Viru (Ost-Wierland) im Nordosten Estlands.

## Beschreibung und Geschichte
Das Dorf hat heute 20 Einwohner (Stand 2010).
Ende des 17. Jahrhunderts bestand der Ort lediglich aus einem Waldhof, aus dem sich im Laufe der Zeit der Kern des Dorfes bildete. Zwischen dem Ersten und Zweiten Weltkrieg lebten dort nur Einwohner mit dem Familiennamen Tamm(e).

## Persönlichkeiten
In Tammessaare verbrachte der estnische Schriftsteller Heino Kiik (1927–2013) die Sommer seiner Jugendjahre. Er wurde vor allem durch seine siebenbändige Romanserie „Arve Jomm“ bekannt, die zwischen 1971 und 1990 erschien. Sie behandelt das (fiktive) Leben des typisch estnischen Dorfbewohners Arved Tamm, seit dessen Geburt am 31. Januar 1910.